# Metacarácter
En informática, se denomina metacarácter al carácter que tiene un significado especial en el programa informático en el que se use. A diferencia del resto de los caracteres, no tiene un significado literal.
Comúnmente se llama metacarácter al carácter específico que actúa como comodín. En programas que utilicen búsquedas suele ser el asterisco (*) el que sustituye parte del nombre cuando se buscan archivos, de forma que si buscamos un archivo de la forma: "Trabajo de M*" podrá encontrar los archivos que comiencen por "Trabajo de M-" como "Trabajo de Manualidades", "Trabajo de Mnemotécnia" o "Trabajo de Marina". El metacarácter * puede sustituir cualquier cadena de texto, sin importar su tamaño, mientras se cumpla el resto de las condiciones. También puede tener medida cero, es decir, obviarlo, o no ser sustituido.
Otro carácter usado como metacarácter en muchos programas, puede ser el interrogante (?). En los programas de búsqueda, se combina con el asterisco; mientras que este último sustituye a una cadena de cualquier tamaño, el interrogante sólo sustituye un carácter, de forma que al poner: "Mar?a" podrá encontrar "María", "Marta" o "Mara".
- Datos: Q1415908